# Mindorobulbyl
Mindorobulbyl (Hypsipetes mindorensis) är en fågel i familjen bulbyler inom ordningen tättingar.

## Utseende och läte
Mindorobulbylen är en medelstor tätting med mörkbrunt på ovansida och bröst, ljust buk och grått huvud med svag streckning. Den svarta näbben är rätt lång och kraftig. Bland lätena hörs hårda, raspiga ljud och en böjd visslad melodi.

## Utbredning och systematik
Fågeln återfinns i Filippinerna på öarna Mindoro och Semirara. Den behandlas som monotypisk, det vill säga att den inte delas in i några underarter. Tidigare betraktades den som en underart till filippinbulbyl (H. philippinus). 

## Status
IUCN erkänner den ännu inte som art, varvid den inte placeras i någon hotkategori.